# Zalošče
Zalošče (in italiano tra le due guerre mondiali Salozze o Zalosce) è un insediamento (naselje) sloveno situato nella Valle del Vipacco nel comune di Nova Gorica, nella regione litorale.

## Storia
L'insediamento di Zalošče in epoca asburgica era parte del comune di Dornberg. Col passaggio dell'intera Venezia Giulia al Regno d'Italia nel 1919, il nome del villaggio venne italianizzato dapprima in Salozze e poi in Zalosce, continuando a far parte sempre del comune di Dornberg (ribattezzato a sua volta Montespino).
Nel 1947, in seguito alla prima guerra mondiale e al Trattato di Parigi, l'intera area passò alla Jugoslavia. In seguito l'insediamento passò al neocostituito comune di Nova Gorica.
Dal 1991 fa parte della Slovenia.

## Monumenti e luoghi di interesse
Nella parte settentrionale del paese si trova un monastero, usato nel XVI e nel XVII secolo.
La chiesa del paese è dedicata a San Lorenzo e appartiene alla parrocchia di Montespino (Dornberk). Di fianco ad essa si trova un cimitero di guerra austro-ungarico. Di esso rimane soltanto il monumento centrale, mentre le lapidi delle singole tombe non sono più visibili.